# Malpractice
Malpractice ist eine finnische Progressive-Metal-Band aus Kouvola, die im Jahr 1994 gegründet wurde.

## Geschichte
Die Band wurde im Jahr 1994 gegründet. Nachdem die Band die ersten Lieder entwickelt hatte, veröffentlichte sie mit der EP Memorial im Jahr 1996 ihren ersten Tonträger. Im selben Jahr erschien außerdem bereits eine zweite EP namens Frozen. Im März 1998 nahm die Band ihr Debütalbum im Music Bros Studio in Imatra unter der Leitung von Miitri Aaltonen auf. Das Album erschien unter dem Namen Of Shape and Balance im September bei Mastervox Records. In den Folgejahren veröffentlichte die Band zwei weitere EPs. Durch ein Demo namens Circles and Lines im Jahr 2004, erreichte die Band im Dezember einen Vertrag bei Spinefarm Records. Das zweite Album Deviation from the Flow wurde im April 2005 im Astia Studio unter der Leitung des Produzenten Anssi Kippo (Children of Bodom, Teräsbetoni) aufgenommen. Das Album erschien im Jahr 2006. Das nächste Album Triangular schloss sich im Jahr 2008 an.

## Stil
Die Band spielt klassischen Progressive Metal, wobei der Gesang außergewöhnlich hoch ist und eher power-metal-typisch ist.

## Diskografie
- 1996: Memorial (EP, Eigenveröffentlichung)
- 1996: Frozen (EP, Eigenveröffentlichung)
- 1998: Of Shape and Balance (Album, Mastervox Records)
- 2001: Between Divided Platforms (EP, Eigenveröffentlichung)
- 2002: Triangular (EP, Eigenveröffentlichung)
- 2004: Circles and Lines (Demo, Eigenveröffentlichung)
- 2005: Deviation from the Flow (Album, Spinefarm Records)
- 2008: Triangular (Album, Spinefarm Records)
- 2014: Turning Tides (Album, Sensory Records)